# Osobní obchodní společnost
Zákon o obchodních korporacích člení obchodní společnosti na osobní a kapitálové. Osobními společnostmi jsou v České republice veřejná obchodní společnost a komanditní společnost. K osobním společnostem lze co do charakteru přiřadit i evropské hospodářské zájmové sdružení, byť zákon (č. 90/2012 Sb.) jej mezi osobní obchodní společnosti výslovně neřadí.

## Charakteristika
Osobní společnost může být založena jen za podnikatelským účelem nebo za účelem správy vlastního majetku.
Základním rozdílem mezi osobními a kapitálovými společnostmi je, že zatímco všichni nebo alespoň někteří společníci osobních společností ručí za závazky společnosti neomezeně, celým svým majetkem a solidárně, společníci kapitálových společností neručí za závazky společnosti za trvání společnosti vůbec nebo je jejich ručení omezeno. Osobní společnost dále charakterizuje osobní účast společníků na řízení společnosti. Společníci, s výjimkou komanditistů v komanditní společnosti, nemají povinnost vložit do společnosti vklad. Zánik účasti neomezeně ručícího společníka v osobní společnosti způsobuje zásadně ze zákona její zánik, který však mohou zbývající společníci odvrátit.
V teorii se používá přesnější rozčlenění obchodních společností, podle kterého komanditní společnost a společnost s ručením omezeným nepatří do žádné z uvedených skupin, ale mají smíšený charakter, neboť mají prvky jak osobních, tak kapitálových společností.